# Max Sedlmayer
Max Sedlmeyer (zm. 26 sierpnia 1935) – niemiecki wspinacz.

## Życiorys
Pochodził z Monachium, wspinał się w Dolomitach, pokonał także z Karlem Mehringerem wiele trudnych dróg w Alpach Wschodnich. W 1935 uczestniczył w niemieckiej wyprawie na Eiger. On i Mehringer wchodzą w ścianę 21 sierpnia. Po trzech dniach wspinaczki Niemcy pokonują prawie połowę ściany, lecz gwałtowna burza zmusza ich do zwolnienia tempa. Monachijczycy walczą jeszcze ze ścianą przez dwa dni, docierając w końcu na szczyt  tzw. "Żelazka", gdzie umierają z wycieńczenia w miejscu zwanym do dzisiaj "Biwakiem Śmierci". Zwłoki Sedlmayra zostały znalezione przez jego brata Heinricha 24 lipca 1936 roku w dolnej części Eigeru.